# WeChat
WeChat (chinês: 微信, pinyin: Wēixìnⓘ, lit. ‘micro mensagem’) é um serviço multiplataforma de mensagens instantâneas desenvolvido pela Tencent na China, lançado originalmente em 21 janeiro de 2011. É um dos maiores aplicativos de mensagens autônomas por usuários ativos mensais.
O aplicativo está disponível no Android, iPhone, BlackBerry, Windows Phone e nos celulares Symbian S40 e S60. Desde maio de 2016, WeChat tem mais de um bilhão de contas criadas, setecentos milhões de usuários ativos; com mais de setenta milhões fora da China (desde dezembro de 2015).
WeChat fornece serviços adicionais, como mensagens multimídia, mensagem por voz, transmissão de mensagens (um para muitos), videoconferência, jogos eletrônicos, gerenciar pagamentos, compartilhamento de fotos e vídeos e compartilhamento de localização.
WeChat se encontra nas versões em chinesa (tradicional e simplificada), indonésia, inglesa, espanhola, portuguesa (de Portugal), turca, malaia, japonesa, coreana, polonesa, italiano, tailandesa, vietnamita, hindi e russa; e a versão atual do aplicativo é 8.0.49 (02 de Julho de 2024).